# ナノフォトニクス
ナノフォトニクス(nanophotonics)もしくはナノオプティクス(nano-optics)は、ナノメートルスケールでの光の振る舞い及びナノメートルスケールの物体と光の間の相互作用を研究する分野。光学、光工学、電気工学、ナノテクノロジーの1分野である。しばしば（排他的ではない）表面プラズモンポラリトンを介して光を輸送し集束することができる金属部品を伴う。
ナノオプティクスという用語は、オプティクスと同様に通常、紫外線、可視光線、近赤外線（300 - 1200nmの自由空間波長）を含む状況を指す用語である。

## 背景
レンズや顕微鏡のような普通の光学部品は、回折限界（レイリー基準）により、通常、光をナノメートル（ディープサブ波長）スケールに集束させることはできない。しかし、他の技術を用いて光のナノメートルスケールに絞ることは可能である。例えば、表面プラズモン、ナノスケールの金属物体周りの局在表面プラズモン、走査型近接場光顕微鏡(NSOM)や走査型トンネル顕微鏡で使われるナノスケールの開口および鋭いチップである。

## 動機
ナノフォトニクスの研究者は、生化学から電気工学まで非常に広い目標を追求している。これらの目標のいくつかを下に記す。

### 光エレクトロニクスおよびマイクロエレクトロニクス
もし光を少量に絞ることができれば、小型の検出器によりそれを吸収して検出することができる。小型の光検出器は、低ノイズ、高速度、低電圧、低電力など様々な望ましい特性を有する傾向を持っている。
小型のレーザは、低しきい値電流（電力効率が良い）および速い変調（多くのデータ伝送を意味する）など光通信にとって様々な望ましい特性を持つ。非常に小型なレーザは、サブ波長の光共振器を必要とする。レーザの表面プラズモン版であるスペーサーなどがある。
集積回路はフォトリソグラフィーすなわち露光を用いて製造される。非常に小さいトランジスタを作るためには、光を極めてはっきりとした像に集める必要がある。液浸リソグラフィや位相シフトフォトマスクなど様々な技術を使うことで、波長よりもはるかに細かい像を作成することができている。例えば193nmの光を用いて30nmの線を描画するなど。この用途としてプラズモニック技術も提案されている。
熱補助型磁気記録は、磁気ディスクドライブが記憶できるデータ量を増やすためのナノフォトニクスのアプローチである。それには、データを書き込む前に磁性材料の小さいサブ波長領域を加熱するレーザが必要である。磁気書き込みヘッドは、光を正しい位置にある眼るために金属光学部品を持つと思われる。
光エレクトロニクスにおける小型化、例えば集積回路内のトランジスタの小型化は速度とコストの改善につながった。しかし、光エレクトロニクスの回路は、光学部品が電子部品とともに縮小された場合のみ小型化することができる。これは、オンチップの光通信に関連する（すなわち、ワイヤ上の電圧を変えるのではなく光導波路を通して光を送ることでマイクロチップのある場所から別の場所へ情報を渡すこと）。

### 太陽電池
太陽電池は、表面近くの電子が収集される可能性が高く、デバイスを薄くするとコストが削減されるため、光が表面に非常に近いところで吸収される際に最も効率的に機能する。研究者たちは、太陽電池内の最適な場所で光を強めるために、様々なナノフォトニクス技術の研究を行ってきた。

### 分光
ナノフォトニクスを利用して、高いピーク強度を生成する：所与の量の光エネルギーをより小さい体積（「ホットスポット」）に絞り込むと、ホットスポット内の強度はより大きくなる。このことは非線形光学（例えば表面増強ラマン散乱）で特に役立つ。また、数百万数十億以上の分子の平均をとる従来の分光法とは異なるが、ホットスポット内の単一分子でも高感度の分光測定が可能である。

### 顕微鏡
ナノフォトニクスの1つの目的は、回折限界（ディープサブ波長）よりも精密な像を生成するためにメタマテリアル（下記参照）や他の技術を用いる所謂「スーパーレンズ」を作成することである。
走査型近接場光顕微鏡 (NSOMもしくはSNOM) は、波長よりはるかに小さい解像度で像を得るという同じ目的を達成する全く異なるナノフォトニクスの技術である。撮影する表面を非常に鋭い先端もしくは非常に小さい開口でラスタ走査することもこれに含まれる。
近接場顕微鏡法(near-field microscopy)は、より一般的にはナノスケールのサブ波長分解能を達成するために近接場（下記参照）を使用する任意の技術を指す。例えば、二面偏波式干渉は導波路表面上の垂直面においてピコメートルの解像度を有する。

## 原理

### プラズモンと金属光学
金属は、光をその波長よりはるかに下に閉じ込める効果的な方法である。これは元々は無線およびマイクロ波工学で使用されていた。そこでは金属アンテナと導波管は自由空間波長よりも何百倍も小さい可能性がある。同様の理由で、可視光はナノサイズの構造、先端、ギャップなどのナノサイズの金属構造を介すことでナノスケールに閉じ込めることができる。この効果は、電場が先端に集中する避雷針と多少似ている。
この効果は基本的には、金属の誘電率が非常に大きい負の値であるという事実に基づいている。非常に高い周波数（プラズマ周波数及びそれ以上、通常は紫外線）では、金属の誘電率はそれほど大きくなく、金属は電場集中には役立たない。
多くのナノ光学設計は一般的なマイクロ波および電波回路と同じように見えるが、大きさは10万分の1以上に縮小されている。結局のところ電波、マイクロ波、可視光は全て電磁放射であり、周波数が異なるだけである。よって他の部分は同じであり、10万分の1になったマイクロ波回路は10万倍の周波数で同じように動作する。例えば、電波用の八木・宇田アンテナと本質的に同じ設計でナノオプティクスの八木・宇田アンテナが研究者により作製されている。

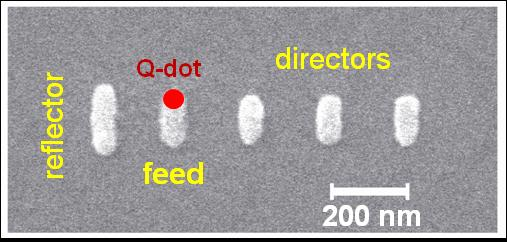
電子ビームリソグラフィーにより作製された、給電素子、1つの反射器、3つの導波器からなる5素子八木・宇田アンテナのSEM画像

金属の平行平板導波管（ストリップライン）、インダクタンスやキャパシタンスなどの集中定数回路素子（可視光の周波数での値はそれぞれフェムトヘンリーとアトファラドのオーダー）、ダイポールアンテナの伝送線路に対するインピーダンスマッチングやマイクロ波周波数でよく知られている技術は全てナノフォトニクス開発の現在の分野である。というものの、ナノオプティクスと小型マイクロ波回路の間には非常に重要な違いが多くある。例えば、光学周波数では金属は理想導体のようにはあまり振舞わず、力学インダクタンスや表面プラズモン共鳴のような興味深いプラズモン関連の効果を示す。同様に、光学場はマイクロ波とは根本的に異なる方法で半導体と相互作用する。

### 近接場光学
ある物体をフーリエ変換すると、異なる空間周波数で構成される。高い周波数は非常に細かい特徴と鋭いエッジに対応している。
そのような物体により光が放射されると、非常に高い空間周波数を有する光はエバネッセント波を形成する。これは物体に非常に近い1,2波長以内にのみ存在し、遠方では消滅する。これが、レンズが物体を結像するときにサブ波長の情報がぼやけてしまう回折限界の起源である。
ナノフォトニクスは主に近接場エバネッセント波に関係している。例えば、前述のスーパーレンズはエバネッセント波の減衰を防ぎ、より高解像イメージングを可能にする。

### メタマテリアル
メタマテリアルは、自然界には見られない特性を持つように設計された人工物質である。これらは波長よりはるかに小さい構造のアレイを作製することにより実現される。構造のサイズが小さい（ナノサイズ）ことが重要である。そうすることで光は個々の構造から散乱することなく、あたかも均一な連続媒質を形成しているかのように相互作用する。